# Ctenotus taeniatus
Espèce
Synonymes
- Lygosoma taeniata Mitchell, 1949
- Ctenotus brooksi taeniatus (Mitchell, 1949)

Ctenotus taeniatus est une espèce de sauriens de la famille des Scincidae.

## Répartition
Cette espèce est endémique d'Australie. Elle se rencontre au Victoria, en Nouvelle-Galles du Sud, au Queensland, dans le Territoire du Nord et en Australie-Méridionale.

## Description
L'holotype mesure 112 mm de longueur totale dont 40 mm de longueur standard et 72 mm de queue.

## Publication originale
- Mitchell, 1949 : A new species of Lygosoma (Lygosoma (Sphenomorphus) taeniata sp. nov.). Records of the South Australian Museum, vol. 9, p. 180 (texte intégral).